# 6-й армійський корпус (Третій Рейх)
6-й армі́йський ко́рпус (нім. VI. Armeekorps) — армійський корпус Вермахту за часів Другої світової війни.

## Історія
VI-й армійський корпус був сформований 1 жовтня 1934 у 6-му військовому окрузі (нім. Wehrkreis VI) в Мюнстері.

## Райони бойових дій
- Німеччина (Західний Вал) (вересень 1939 — травень 1940);
- Франція (травень 1940 — січень 1941);
- Німеччина (Східна Пруссія) (лютий — червень 1941);
- СРСР (центральний напрямок) (червень 1941 — липень 1944);
- Німеччина (Східна Пруссія) (липень 1944 — травень 1945).

## Командування

### Командири
- генерал-лейтенант Гюнтер фон Клюге (нім. Günther von Kluge) (1 жовтня 1934 — 23 листопада 1938);
- генерал інженерних військ Отто-Вільгельм Ферстер (нім. Otto-Wilhelm Förster) (24 листопада 1938 — 31 грудня 1941);
- генерал від інфантерії Бруно Білер (нім. Bruno Bieler) (1 січня — 31 жовтня 1942);
- генерал від інфантерії Ганс Йордан (нім. Hans Jordan) (1 листопада 1942 — 20 травня 1944);
- генерал артилерії Георг Пфайффер (нім. Georg Pfeiffer) (20 травня — 28 червня 1944), загинув у бою;
- генерал від інфантерії Горст Гроссманн (нім. Horst Großmann) (11 серпня 1944 — 1 січня 1945);
- генерал-лейтенант граф Ральф фон Оріола (нім. Ralph Graf von Oriola) (1 січня — 2 лютого 1945);
- генерал від інфантерії Горст Гроссманн (3 лютого — 8 травня 1945).

## Бойовий склад 6-го армійського корпусу
Формування управління, забезпечення та підтримки
- 6-те артилерійське командування (Arko 6), з 1940 - «Arko 126»,
- 406-те управління корпусного постачання (Korps-Nachschubtruppen 406);
- 46-й корпусний батальйон зв'язку (Korps-Nachrichten-Abteilung 46);
- 406-й моторизований топографічний відділ корпусу (Korps Kartenstelle (mot.) 406);
- 406-й батальйон Ост (Ost Bataillon 406), з 1942;
- 406-й взвод фельджандармерії (Feld-Gendarmerie-Trupp 406).

- 6-та піхотна дивізія (6. Infanterie-Division);
- 26-та піхотна дивізія (26. Infanterie-Division);
- 41-ша дивізія Ландверу (41. Landwehr-Division);
- 57-ма дивізія Ландверу (57. Landwehr-Division);
- 92-га дивізія Ландверу (92. Landwehr-Division).

- 6-та піхотна дивізія;
- 16-та піхотна дивізія (16. Infanterie-Division);
- 26-та піхотна дивізія;
- 6-та танкова бригада (6. Panzerbrigade).

- 16-та піхотна дивізія;
- 62-га піхотна дивізія (62. Infanterie-Division);
- 69-та піхотна дивізія (69. Infanterie-Division);
- 87-ма піхотна дивізія (87. Infanterie-Division);
- 211-та піхотна дивізія (211. Infanterie-Division).

- 16-та піхотна дивізія;
- 24-та піхотна дивізія (24. Infanterie-Division);
- 69-та піхотна дивізія (69. Infanterie-Division).

- 5-та піхотна дивізія (5. Infanterie-Division);
- 15-та піхотна дивізія (15. Infanterie-Division);
- 205-та піхотна дивізія (205. Infanterie-Division).

- 6-та піхотна дивізія;
- 46-та піхотна дивізія (46. Infanterie-Division);
- 255-та піхотна дивізія (255. Infanterie-Division).

- 9-та піхотна дивізія (9. Infanterie-Division);
- 44-та піхотна дивізія (44. Infanterie-Division);
- 46-та піхотна дивізія;
- 223-тя піхотна дивізія (223. Infanterie-Division);
- 255-та піхотна дивізія.

- 6-та піхотна дивізія;
- 26-та піхотна дивізія.

- 6-та піхотна дивізія;
- 26-та піхотна дивізія;
- 88-ма піхотна дивізія (88. Infanterie-Division);
- 110-та піхотна дивізія (110. Infanterie-Division).

- 6-та піхотна дивізія;
- 26-та піхотна дивізія;
- 110-та піхотна дивізія.

- 6-та піхотна дивізія;
- 26-та піхотна дивізія;
- 110-та піхотна дивізія;
- 161-ша піхотна дивізія (161. Infanterie-Division).

- 6-та піхотна дивізія;
- 26-та піхотна дивізія;
- 110-та піхотна дивізія;
- 161-ша піхотна дивізія;
- 256-та піхотна дивізія (256. Infanterie-Division);
- 1-ша танкова дивізія (1. Panzer-Division).

- 6-та піхотна дивізія;
- 26-та піхотна дивізія;
- 251-ша піхотна дивізія (251. Infanterie-Division);
- 256-та піхотна дивізія;
- танкова дивізія СС «Дас Райх» (SS-Division "Das Reich").

- 6-та піхотна дивізія;
- 26-та піхотна дивізія;
- 256-та піхотна дивізія.

- 6-та піхотна дивізія;
- 14-та піхотна дивізія (14. Infanterie-Division);
- 87-ма піхотна дивізія;
- 206-та піхотна дивізія (206. Infanterie-Division);
- 251-ша піхотна дивізія;
- 256-та піхотна дивізія.

- 6-та піхотна дивізія;
- 87-ма піхотна дивізія;
- 206-та піхотна дивізія;
- 251-ша піхотна дивізія.

- 197-ма піхотна дивізія (197. Infanterie-Division);
- 2-га авіапольова дивізія (Luftwaffen-Feld-Division 2);
- 7-ма повітряна дивізія (7. Flieger-Division);
- кавалерійська дивізія СС (SS-Kavallerie-Division);
- 20-та танкова дивізія (20. Panzer-Division).

- 197-ма піхотна дивізія;
- 205-та піхотна дивізія (205. Infanterie-Division);
- 328-ма піхотна дивізія (328. Infanterie-Division);
- 330-та піхотна дивізія (330. Infanterie-Division).

- 83-тя піхотна дивізія (83. Infanterie-Division);
- 197-ма піхотна дивізія;
- 330-та піхотна дивізія;
- 7-ма повітряна дивізія;
- 21-й танковий полк (Panzer-Regiment 21).

- 83-тя піхотна дивізія;
- 197-ма піхотна дивізія;
- 330-та піхотна дивізія;
- 7-ма повітряна дивізія;
- 20-та танкова дивізія.

- 87-ма піхотна дивізія;
- 206-та піхотна дивізія;
- 330-та піхотна дивізія.

- 87-ма піхотна дивізія;
- 206-та піхотна дивізія.

- 14-та піхотна дивізія (14. Infanterie-Division);
- 87-ма піхотна дивізія;
- 206-та піхотна дивізія;
- комендатура Вітебськ (Standortkommandantur Witebsk).

- 14-та піхотна дивізія;
- 206-та піхотна дивізія;
- 211-та піхотна дивізія;
- 246-та піхотна дивізія (246. Infanterie-Division);
- 256-та піхотна дивізія;
- комендатура Вітебськ.

- 14-та піхотна дивізія;
- 131-ша піхотна дивізія (131. Infanterie-Division);
- 197-ма піхотна дивізія;
- 246-та піхотна дивізія;
- 256-та піхотна дивізія;
- 299-та піхотна дивізія (299. Infanterie-Division);
- 282-га комендатура (Standort-Kommandantur 282).

- 14-та піхотна дивізія;
- 131-ша піхотна дивізія;
- 197-ма піхотна дивізія;
- 206-та піхотна дивізія;
- 211-та піхотна дивізія;
- 246-та піхотна дивізія;
- 256-та піхотна дивізія;
- 299-та піхотна дивізія;
- 282-га комендатура.

- 14-та піхотна дивізія;
- 197-ма піхотна дивізія;
- 256-та піхотна дивізія;
- 299-та піхотна дивізія.

- 14-та піхотна дивізія;
- 50-та піхотна дивізія (50. Infanterie-Division).

- 50-та піхотна дивізія (50. Infanterie-Division);
- 286-та дивізія охорони (286. Sicherungs-Division);
- 542-га гренадерська дивізія (542. Grenadier-Division).

- 50-та піхотна дивізія;
- 286-та дивізія охорони;
- дивізійна група «Данц» (Divisions-Gruppe Danz).

- 131-ша піхотна дивізія;
- 541-ша фольксгренадерська дивізія (541.Volks-Grenadier-Division);
- бойова група Ганнібал (Kampfgruppe Hannibal).

- 18-та фольксгренадерська дивізія (18. Panzer-Grenadier-Division);
- бойова група 61-ї фольксгренадерської дивізії (Kampfgruppe 61. Volksgrenadier-Division);
- бойова група 131-ї піхотної дивізії (Kampfgruppe 131. Infanterie-Division);
- 10-та самокатна єгерська бригада (10. Radfahr-Jäger-Brigade).

- 129-та піхотна дивізія (129. Infanterie-Division;
- 170-та піхотна дивізія (170. Infanterie-Division).